# Герб Костянтинівки
Герб Костянтинівки — офіційний символ міста Костянтинівка Донецької області, затверджений рішенням Костянтинівської міської ради 15 грудня 2000 року.

## Опис герба
Щит поділений вилоподібно на лазурове, червоне і зелене поля. В центрі — срібний фонтан. Щит облямований вінком із гілок, оповитим лазуровою стрічкою із золотим написом "Костянтинівка", і увінчаний золотою короною.

## Символіка
Ділення щита на три частини у вигляді вилоподібного хреста обумовлюється тим, що місто є залізничним вузлом, звідки залізниця розходиться на три гілки. Лазуровий колір символізує красу і велич. Червоний колір підкреслює хоробрість, мужність і любов до рідного краю. Крім того, червоний колір — це колір розпеченого металу, який говорить про металургійну промисловість міста. Зелений колір символізує надію на краще майбутнє, вічність життя і багато рослинності в місті. 
Скляний фонтан в центрі герба міста символізує унікальний скляний фонтан, який вразив відвідувачів Всесвітньої виставки в Нью-Йорку 1939 року. 
Ця фігура підкреслює високий професіоналізм жителів міста, здатність створювати унікальні предмети. Срібний фонтан в гербі також вказує на наявність у місті різноманітного скляного виробництва, яке займає одне з провідних місць в місті разом з розвиненою металургією, хімічною промисловістю та іншими виробництвами. Прикраси за щитом у вигляді гілок вказують на достаток цих рослин в місті й навколо нього.

## Історія

### Сантуринівка
В радянський період випускалися сувенірні значки, що зображали "герб" Сантуринівки - в золотому полі чорний бик. Проте ніякого історичного підґрунтя, щоб вважати цей герб справжнім, наразі не існує.
Схожий бик також зображався на гербі колишнього Костянтинівського району.
Деякі костянтинівські краєзнавці проводять паралель між "гербом" Сантуринівки та гербом міста Енгельс (Донщина), адже саме з Донщини переїхав засновник Сантуринівки - Пантелеймон Номікос.

### Радянський герб

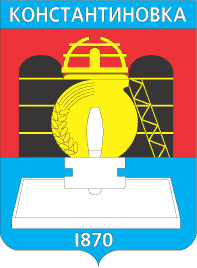
Радянський герб Костянтинівки

Герб Костянтинівки затверджено 18 листопада 1981 року рішенням виконкому міської ради. Автор – Б.П. Рубан.
Герб є щитом, що має червоний і блакитний кольори – кольори Державного прапора УРСР.
У центрі щита розташовані умовні позначення, що символізують основні галузі промислового виробництва підприємств міста:
- силует доменної печі – виробництво продукції чорної та кольорової металургії: чавун, сталь, прокат, калібрована сталь, цинк;
- реторту із хлібним колосом – виробництво хімічної продукції, головним чином мінеральних добрив для сільського господарства;
- склоріз, опущений на площину скла - виробництво скляної продукції: віконне, армоване, вітринне, дзеркальне скло, склопосуд, теплоізоляція тощо.

У верхній частині герба напис "КОНСТАНТИНОВКА", у нижній частині - "1870".

## Критика
Офіційний герб Костянтинівки складено на традиційному для російської геральдичної системи французькому щиті. Герб увінчано російською геральдичною короною часів імперії, помилково забарвленою у золотий, а не срібний колір.

## Альтернативний герб
В рамках проєкту "Донеччина в Гербах" було складено інший герб Костянтинівки, який повністю відповідає вимогам української геральдики.
"Герб поділено перекинуто вилоподібно на лазурове, зелене та чорне поле, в центрі срібний фонтан".
Поділ поля обумовлено залізничним вузлом, який повністю повторює контури залізниці, якщо дивитися мапу. Такий поділ утворює внизу чорний трикутник, що символізує терикон, як символ приналежності Костянтинівки до Донецького вугільного басейну та кустарного вуглевидобутку кінця 19 століття.
Лазуровий колір відсилає до скляної, а зелений - до хімічної промисловості, як основних галузей Костянтинівки. Також герб презентує стилізований кришталевий фонтан, який краще відтворює контури реальної скульптури.

## Фонтан
Всесвітню виставку в Нью-Йорку було відкрито 30 квітня 1939 року і тривала вона до 27 жовтня 1940 року. Виставковий ареал розташовувався в парку Флашинг-Медоуз - Корона-парк і займав площу 4,9 км², що поки непобитий рекорд. Виставку відвідало близько 44 мільйонів людей.
Висота фонтану становила 4 метри 25 см., діаметр чаші - 2,5 метра, зроблений з найчистішого кришталю. Величезна чаша являла собою єдиний шматок, виготовлений склодувами, в обрамленні вітражних пластин, бронзових прикрас та шляхетної патини.
Фонтан був створений за проєктом І. Чайкова та Ф. Ентеліса у гранично короткі терміни, приблизно за 3 місяці. Влітку 1938 року було прийнято рішення, а вже восени фонтан був готовий. Верхівку фонтану прикрашали порожнисті кришталеві трубки, стилізовані під колосся пшениці. З колосків вода стікала у малу чашу, після чого повільно перетікала у велику.
Експерти оцінили вартість створення фонтану в перерахунку на сучасні гроші у близько 2,5 млн. доларів США.

Після закінчення Всесвітньої виставки його демонтували і зібрали в Головному павільйоні ВДНГ, у 1954 році фонтан був перенесений в один із другорядних павільйонів, після чого його слід губиться.